# Hieroglyphica
De Hieroglyphica of Ἱερογλυφικά is een werk over de betekenis en interpretatie van de Egyptische hiërogliefen. De tekst werd in juni 1419 door Cristoforo Buondelmonti gevonden op het Egeïsche eiland Andros. Hetzelfde manuscript bevat ook de Vita Apollonii Tyanensis van Philostratus en de Elementia Physica van Proclus. In totaal schreven drie verschillende handen aan het manuscript: twee hiervan schreven aan de Hieroglyphica. Het werk wordt beschouwd als de laatste antieke interpretatie van het Egyptische hiërogliefenschrift.

## Auteur
Over de auteur van het werk is niets met zekerheid geweten. Het begin van het manuscript vermeldt dat het werk oorspronkelijk in het Egyptisch geschreven is door Horapollo van Nilopolis. Het zou later door een zekere Philippus, ons voorts volslagen onbekend, zijn vertaald naar het Grieks. Door de afwezigheid van christelijke elementen is de mogelijkheid dat oorspronkelijk een Koptische versie aan de grondslag van het werk lag erg onwaarschijnlijk. De late datering van de Griekse vertaling doet vermoeden dat de tekst ook niet uit een oudere taalfase van Egyptisch is vertaald omdat de laatste Egyptische inscriptie uit 394 stamt. De naam Horapollo, een samentrekking van de godsnamen Horus en Apollo, kan een pseudoniem zijn ter legitimatie van zijn kennis over het Egyptisch. De naam komt echter meerdere malen voor en wordt ook in de Suda genoemd.
Horapollo zou volgens de Suda in de 5e eeuw geboren zijn in Thebe. Als heiden onderwees hij gedurende de laatste helft van diezelfde eeuw filosofie in Alexandrië. Daar bekeerde hij zich na marteling tot het christendom. Zijn grootvader, eveneens Horapollo genoemd, was een grammaticus in Alexandrië en later ook Constantinopel. Ook zijn vader Asclepiades wordt door de Suda vermeld. Hij schreef enkele werken over Egyptische geschiedenis en religie.

## Inhoud en opdeling
De Hieroglyphica is verdeeld in twee boeken. Het eerste boek bevat 70 hoofdstukken, het tweede 119 hoofdstukken. Elk hoofdstuk behandelt één hiëroglief. In het tweede boek worden er steeds minder verklaringen geboden bij elk teken. Dit heeft tot het vermoeden geleid dat het tweede boek een aanvulling is van de hand van de redacteur of van de vertaler van het werk. Het werk combineert een interpretatie (ἑρμηνεία) en een uitleg (ἐξήγησις). Het eerste boek deelt de tekens op in de volgende categorieën: eeuwigheid, het universum, het jaar, de maand, de seizoenen, goddelijke verschijnselen en goden. Het tweede boek behandelt enkele menselijke aangelegenheden: ziekte en gezondheid, goed en slecht fortuin. Men kan in het werk, naast de Egyptologische inhoud, ook informatie vinden over de symbolische betekenis van verschillende dieren. Dat deel vertoont gelijkenissen met een bredere traditie van bestiaria waartoe ook andere werken zoals De Natura Animalium van Claudius Aelianus en de Hexaemera van Basilius van Caesarea en Ambrosius van Milaan behoren.

## Receptie
Het werk bleef tot aan zijn ontdekking in 1419 onbekend in zowel West- als Oost-Europa. Byzantijnse geleerden hadden immers een voorkeur voor de autoriteit van Chaeremon van Alexandrië met betrekking tot vraagstukken over het Egyptische schrift. De Latijnse vertalingen in de 15e eeuw en de publicatie van de editio princeps in 1505 door Aldus Manutius te Venetië riepen bij westerse geleerden veel aandacht voor het werk op. De belangstelling bereikte haar hoogtepunt in de 16e eeuw, omdat vele geleerden overtuigd waren dat de Hieroglypica een zeer oud werk zou zijn. De populariteit van het werk liet hiërogliefen ingang vinden in de westerse cultuur. Geleerden ontwierpen zelf nieuwe hiërogliefen als symbola en analogieën voor concepten. In de 18e eeuw bekoelde het enthousiasme: filologen oordeelden dat het werk pas in een latere periode geschreven zou zijn of mogelijk een humanistische vervalsing was. Pas aan het begin van de 19e eeuw werd de Hieroglyphica opnieuw ernstig bestudeerd. Zowel Champollion als Thomas Young waren vertrouwd met het werk. De meningen van beide Egyptologen stonden in fel contrast met elkaar. Zo schreef Young: “the puerile work of Horapollo, which is much more like a collection of conceits and enigmas than an explanation of a real system of serious literature”. Champollion zelf veelvuldig aan het werk dat hij omschreef als zijnde van onschatbare waarde; "inappréciable ouvrage d’Horapollon".

## Significantie voor de ontcijfering van de Egyptische Hiërogliefen

### Athanasius Kircher
Athanasius Kircher vergeleek Egyptische woorden uit de Hieroglyphica met Koptische lexemen en kon zo staven dat de taal van het oude Egypte verwant was aan het Koptisch uit zijn eigen tijd. Toch was hij niet in staat om een ontcijfering van het schrift te bieden: zoals vele van zijn tijdgenoten ging hij uit van de premisse dat hiërogliefen geen klanken konden uitdrukken, maar louter ideografisch waren.

### Georg Zoëga
Georg Zoëga, een Deense antiquair, verdeelde net zoals Clemens van Alexandrië in zijn Stromata de hiërogliefen onder in vier groepen: cyriologicae (hiërogliefen met een letterlijke betekenis), cyriologumenae (hiërogliefen met een ‘bijna-letterlijke’ betekenis, tropicae (hiërogliefen met een figuurlijke betekenis) en aenigmaticae (hiërogliefen met een allegorische betekenis). Voor die opdeling vond hij bewijs in de Hieroglyphica. Volgens Horapollo konden hiërogliefen verschillende betekenissen hebben; dat kon hij verklaren door hetzelfde hiëroglief in verschillende categorieën te plaatsen. Zo zou 𓊨 (Q1, troon, fonetisch: st) letterlijk de godin Isis betekenen, figuurlijk de godin Sothos en allegorisch de tijdsaanduiding ‘jaar’. Toch voegt Zoëga een vijfde categorie toe: tekens met een fonetische waarde. Hij is de eerste westerling die fonetische waarden toekent.

### Jean-François Champollion
Ondanks de vele referenties aan het werk erkent, de Franse egyptoloog, Champollion in een brief uit 1813 aan Antoine-Jean Saint-Martin dat de hiërogliefen uit Horapollo’s werk niet representatief zijn voor hun echte betekenis. Zij zouden slechts emblemen of heraldische symbolen zijn, geen schriftsysteem. Voor die interpretatie van Horapollo's werk volgde hij de redenering van Clemens van Alexandrië: hij meende namelijk dat men anagliefen (Grieks: ἀναγλυφή; tekens in laag-reliëf) op een symbolische manier moest interpreteren. Toch wordt er door Champollion niet uitgelegd wat men anagliefen zijn. Pas tien jaar later, in 1826, gaf hij een nieuwe uitleg voor die term. Volgens Champollion zou het woord anaglief bij Clemens van Alexandrië dezelfde betekenis dragen als bij andere Griekse schrijvers: namelijk ingebeitelde scènes op laag-reliëf. Ondanks een bewustzijn over het juiste gebruik van enkele hiërogliefen uit de Hieroglyphica volgt hij Clemens' theorie. De scene's in laag-reliëf zouden "allegorische scènes zijn die gevormd zijn door verbindingen en monsterlijke toenaderingen tot echte objecten". Anagliefen werden later niet in zijn grammatica opgenomen.
Desondanks gebruikt hij toch enkele tekens uit het werk om zijn eigen verklaring te staven. Champollion deelde de Egyptische tekens op in drie categorieën: mimiques ou figuratifs, tropiques ou symboliques en caractères phonétiques. Anagliefen worden niet in zijn grammatica opgenomen. De verklaring van slechts 13 tekens werd door Champollion overgenomen. Voorbeelden hiervan zijn 𓇹 (N11, halve maan, fonetisch: ꜣpd) voor ‘maand’ en 𓅐 (G14, gier, fonetisch: mwt) voor ‘moeder’. Ook nam hij onder die 13 tekens enkele foutieve interpretaties over. Zo betekenen 𓆣 (L1, scarabee kever, fonetisch: ḫpr) en 𓄂 (F4, voorkant van leeuw, fonetisch: ḥꜣt) respectievelijk niet wereld en kracht.
- Bibliothèque nationale de France: cb12460732x (data)
- Gemeinsame Normdatei: 4481040-4
- Library of Congress Control Number: n2001062466
- Nationale Bibliotheek van Israël: 987007364690505171
- Système universitaire de documentation: 059160012
- Virtual International Authority File: 178347009